# Прађелато-Руа (Торино)
Прађелато-Руа је насеље у Италији у округу Торино, региону Пијемонт.
Према процени из 2011. у насељу је живело 402 становника. Насеље се налази на надморској висини од 1523 м.